# ソンコン
ソンコン （ベトナム語：Thành phố Sông Công / 城庯瀧公） はベトナムタイグエン省の都市である。

## 行政区分
以下の7坊3社から構成される。
- バッククアン坊（Bách Quang / 百光）
- カイダン坊（Cải Đan / 葛丹）
- チャウソン坊（Châu Sơn/ 洲山）
- ルオンソン坊（Lương Sơn / 涼山）
- モーチェー坊（Mỏ Chè / 某茶）
- フォーコー坊（Phố Cò / 舖瞿）
- タンロイ坊（Thắng Lợi / 勝利）
- バースエン社（Bá Xuyên / 百川）
- ビンソン社（Bình Sơn / 平山）
- タンクアン社（Tân Quang / 新光）